# Crystal Ball (album de Prince)
Pour les articles homonymes, voir Crystal Ball.
Albums de Prince
Emancipation
(1996) New Power Soul
(1998)
Crystal Ball est un album multiple du chanteur et musicien Prince, publiée en 1998 sur son propre label, NPG Records, sous l'acronyme imprononçable « Love symbol ». Il est composé de 4 ou 5 CD selon les versions. Il s'agit d'abord d'une triple compilation qui regroupe des titres et versions de titres alors inédits, ou rares, et pourrait donc être considérée comme un album studio. Le coffret est complété par The Truth, un disque semi-acoustique, ainsi que, dans une édition limitée, par l'album instrumental Kamasutra. Ce dernier est attribué à « The NPG Orchestra », et contient une importante contribution du compositeur Clare Fischer.
La majorité des plages datent des années 1992-96, d'autres de la période 1982-86,. The Truth a été enregistré entre 1996 et 1997,, Kamasutra entre 1994 et 1996,.

## Projet avorté de 1986
Très peu d’artistes majeurs avaient jamais sorti trois disques en même temps, All Things Must Pass de George Harrison et le Sandinista! de Clash étant parmi les rares exemples à l’époque. Prince trouva un grand défi dans la création d’un tel opus, se souvient Alan Leeds, qui resta l’un des confidents les plus proches de Prince après le départ de Wendy et Lisa. « Il savait que le simple fait d’avoir les couilles de faire trois disques créerait un big bang », a déclaré Leeds. Et il le faisait en solo, jouant presque tous les instruments sur l’un des plus longs albums de tous les temps. 
Prince est demeuré en mode de confinement virtuel à Sunset Sound alors qu’il travaillait à la réalisation du projet. Parmi ses prochaines production, il y a eu « Adore », une ballade gospel comparable au meilleur d’Al Green, et le « Play In The Sunshine », un morceau à la fois punk et original. Prince avait écouté les compositions éthérées et hautement mélodiques de Kate Bush et de Peter Gabriel, particulièrement captivées par le brillant « Cloudbusting » de Bush. Comme toujours, il demeure influencé par Joni Mitchell et fait une référence lyrique à sa chanson « Help Me » dans sa propre chanson « The Ballad Of Dorothy Parker ». Quand il a fait écouter de nouvelles chansons à ses associés, ils ont immédiatement réalisé qu’ils entendaient certaines de ses meilleurs chansons. Les légendaires habitudes de travail et la discipline de Prince se combinaient avec une compréhension de plus en plus profonde d’autres genres de musique pop. 
L’ensemble de trois albums s’intitulait Crystal Ball, d’après une chanson complexe, semblable à une suite, qu’il considérait comme l’une des déclarations lyriques et musicales les plus profondes de sa carrière. Les paroles abordent un thème récurrent dans l’œuvre de Prince : ses inquiétudes au sujet de la guerre. La boule de cristal a été inspirée par le bombardement de la Libye par les États-Unis au printemps 1986, un événement qui a incité Prince à écourter son voyage en Europe. La référence de la chanson à un "petits bébés maquillé" (qui terrorisent le monde occidental) semble une allusion directe au dictateur libyen Mouammar el-Kadhafi. Comme il l’a fait dans « 1999 », Prince soutient dans la chanson que l’hédonisme débridé est la seule réponse raisonnable aux inquiétudes au sujet de la mort. Comme dans le cas du projet The Family en 1984, Prince a envoyé « Crystal Ball » au compositeur orchestral Clare Fischer pour un arrangement important. Il a inclus une note expliquant l’importance de la chanson, que Fischer et son fils et son partenaire d’écriture, Brett, pris comme licence pour se livrer pleinement. Après avoir transcrit la musique de la pièce tentaculaire, qui comprenait des excursions dans le reggae, le jazz syncopé et diverses variétés de funk, les Fischers ont ajouté des cors, des cordes et des percussions. La soixante pièce orchestre comprenait huit corps français. 
Alors que son nouvel album audacieux prend forme, Prince commence à le présenter à ses amis. « Il adorait jouer de la musique pour les gens quand il avait toute leur attention. Vous montiez dans sa voiture avec lui, peut-être pour aller à Dairy Queen et pour prendre une glace, puis juste s’asseoir et écouter la séquence d’un nouvel album. » se rappelle Leeds. Dans le passé, Prince semblait souvent ouvert aux commentaires sur des questions mineures comme l’enchaînement des pistes, mais pas dans le cas de Crystal Ball. « Son attitude était : Ne vous moquez pas de moi, c’est tout », se souvient Leeds. 
Avec l’album presque terminé, Prince a pris une rare nuit de congé pour célébrer Thanksgiving avec Susannah Melvoin, avec qui il a continué une romance turbulente même après avoir congédié Wendy et Lisa. Un certain nombre de chansons prévues pour Crystal Ball ont été directement inspirées par Susannah. « The Ballad Of Dorothy Parker », enregistré après une bagarre entre les époux, raconte comment Prince s’est consolé par une liaison anonyme avec une serveuse. « If I Was Your Girlfriend » (Si j’étais ta petite amie) trouve que Prince souhaite l’intimité détendue dont jouissent les amies, qui découle de ses observations de Susannah et Wendy, des jumelles qui ont partagé des similitudes émotionnelles et physiques. Et « Forever In My Life » capture sa relation avec Susannah à un moment charnière, avec Prince promettant qu’il est fatigué des rencontres sexuelles sans sens. 
Malgré sa riche vie romantique, Prince se concentrait sur sa musique. Une fois la Crystal Ball terminée, l’équipe de direction de Prince a présenté le projet à Warner Bros. Le modus operandi en traitant avec Warners était de laisser Steve Fargnoli gérer les réunions avec les cadres supérieurs, un arrangement qui convenait à tout le monde. Cependant, à la fin de 1986, la dynamique du triangle Prince-Fargnoli-Warner Bros avait commencé à changer. Prince, qui était sans aucun doute un favori de la critique et un artiste de marque sur la liste de Warners, n’était plus une force commerciale ascendante. Même Fargnoli, chargé de convaincre Warners de publier le disque, était tiède et avait commencé à nourrir des doutes sur la carrière de Prince.
La dispute marque également un tournant dans la relation entre Prince et Mo Ostin, qui est profondément préoccupé par la rentabilité d’un ensemble de trois albums. Combien de consommateurs débourseraient jusqu’à 30 dollars ? Il serait coûteux à produire et à distribuer et pourrait ne pas faire de profit même si, comme Prince l’espérait, les critiques acclameraient un chef-d’œuvre. Peu après avoir pris connaissance du projet, Ostin a visité Sunset Sound pour entendre le disque et rencontrer Prince et Fargnoli. Sa réponse a choqué Prince. « Je respecte votre vision, mais elle ne marchera pas », a-t-il dit, insistant pour que Prince change Crystal Ball en double album. Amèrement déçu, Prince refuse de reculer, et la bataille pour l’album se poursuit pendant plusieurs semaines. « Il y a eu beaucoup de réunions, beaucoup de mots forts, beaucoup de frustration, » se rappelle Leeds. « C’était très, très laid. » À plusieurs reprises, Prince s’est précipité hors des salles de conférence après avoir engueulé les fonctionnaires de Warners, selon Marylou Badeaux. Confronté à la réalité de son influence commerciale réduite, Prince accepta finalement de réduire le projet comme l’avait demandé Warners. Mais il n’oublierait jamais que la compagnie avait tranché en deux son chef-d’œuvre méticuleusement construit.
C'est devenu l'album Sign o' the Times.

## Personnel et liste des titres

### Crystal Ballversion du 30 Novembre 1986
| 1. | Rebirth Of The Flesh         | 4:54 |
| 2. | Play In The Sunshine         | 5:05 |
| 3. | Housequake                   | 4:34 |
| 4. | The Ballad of Dorothy Parker | 4:04 |
| 5. | It                           | 5:10 |
| 6. | Starfish And Coffee          | 2:51 |
| 7. | Slow Love                    | 4:18 |
| 8. | Hot Thing                    | 5:39 |

| 9.  | Crystal Ball                               | 10:22 |
| 10. | If I Was Your Girlfriend                   | 4:47  |
| 11. | Rockhard In A Funky Place                  | 4:30  |
| 12. | The Ball                                   | 4:22  |
| 13. | Joy In Repetition                          | 4:59  |
| 14. | Strange Relationship                       | 4:04  |
| 15. | I Could Never Take The Place Of Your Man ( | 6:21  |

| 16. | Shockadelica                    | 6:12 |
| 17. | Good Love                       | 5:11 |
| 18. | Forever In My Life              | 3:38 |
| 19. | Sign O’ The Times               | 4:51 |
| 20. | The Cross                       | 4:46 |
| 21. | It’s Gonna Be A Beautiful Night | 8:59 |
| 22. | Adore (Until The End Of Time)   | 6:29 |

### Crystal Ballversion de 1998
- Prince : chant, instruments.
- Tommy Barbarella, Morris Hayes : claviers.
- Michael Bland (en), Morris Day : batterie.
- Carmen Electra, Mayte Garcia, Nona Gaye, Susannah Melvoin : chœurs.
- Kirk Johnson : programmation rythmique.
- Mike Scott : guitare.
- Sonny Thompson : basse.
- Cuivres :
  - Brian Gallagher, Kathy Jenson : saxophone.
  - Dave Jensen, Steve Strand : trompette.
  - Eric Leeds : saxophone, autres cuivres.
  - Michael B. Nelson : trombone.

#### Disque 1
| No  | Titre                             | Note(s)                                                                | Durée |
| --- | --------------------------------- | ---------------------------------------------------------------------- | ----- |
| 1.  | Crystal Ball                      |                                                                        | 10:28 |
| 2.  | Dream Factory                     |                                                                        | 3:07  |
| 3.  | Acknowledge Me                    |                                                                        | 5:27  |
| 4.  | Ripopgodazippa                    |                                                                        | 4:39  |
| 5.  | Love Sign (Shock G's Silky Remix) | Chœurs de Nona Gaye. Titre d'origine sur la compilation 1800-NEW-FUNK. | 3:53  |
| 6.  | Hide the Bone                     |                                                                        | 5:04  |
| 7.  | 2morrow                           |                                                                        | 4:14  |
| 8.  | So Dark                           | Remix de Dark (album Come).                                            | 5:14  |
| 9.  | Movie Star                        |                                                                        | 4:26  |
| 10. | Tell Me How U Want 2 B Done       | Remix de The Continental (album Love Symbol). Rap de Carmen Electra.   | 3:16  |

#### Disque 2
| No  | Titre               | Note(s)                                                             | Durée |
| --- | ------------------- | ------------------------------------------------------------------- | ----- |
| 1.  | Interactive         |                                                                     | 3:04  |
| 2.  | Da Bang             |                                                                     | 3:20  |
| 3.  | Calhoun Square      |                                                                     | 4:47  |
| 4.  | What's my Name      |                                                                     | 3:04  |
| 5.  | Crucial             |                                                                     | 5:06  |
| 6.  | An Honest Man       | Version instrumentale d'origine dans le film Under the Cherry Moon. | 1:13  |
| 7.  | Sexual Suicide      |                                                                     | 3:40  |
| 8.  | Cloreen Baconskin   | Batterie de Morris Day (The Time).                                  | 15:37 |
| 9.  | Good Love           | Paru sur la bande originale du film Les Feux de la nuit.            | 4:55  |
| 10. | Strays of the world |                                                                     | 5:07  |

#### Disque 3
| No  | Titre               | Note(s)                                  | Durée |
| --- | ------------------- | ---------------------------------------- | ----- |
| 1.  | Days of Wild        | Sur scène.                               | 9:19  |
| 2.  | Last Heart          |                                          | 3:02  |
| 3.  | Poom Poom           |                                          | 4:32  |
| 4.  | She Gave her Angels |                                          | 3:53  |
| 5.  | 18 & Over           |                                          | 5:40  |
| 6.  | The Ride            | Sur scène.                               | 5:14  |
| 7.  | Get Loose           | Remix de Loose! (album Come).            | 3:31  |
| 8.  | P. Control (Remix)  | Titre d'origine sur The Gold Experience. | 6:00  |
| 9.  | Make Ur Mama Happy  |                                          | 4:01  |
| 10. | Goodbye             |                                          | 4:35  |

### The Truth
- Prince : chant, instruments.
- Kathleen Dyson : chœurs, percussions.
- Kirk Johnson : programmation rythmique, chœurs, percussions.
- Mike Scott : guitare.
- Rhonda Smith : basse, chœurs, percussions.

| No | Titre            | Durée |
| -- | ---------------- | ----- |
| 1. | The Truth        | 3:35  |
| 2. | Don't Play me    | 2:48  |
| 3. | Circle of Amour  | 4:44  |
| 4. | 3rd Eye          | 4:54  |
| 5. | Dionne           | 3:14  |
| 6. | Man in a Uniform | 3:08  |

| No  | Titre                                 | Durée |
| --- | ------------------------------------- | ----- |
| 7.  | Animal Kingdom                        | 4:01  |
| 8.  | The Other Side of the Pillow          | 3:22  |
| 9.  | Fascination                           | 4:55  |
| 10. | One of your Tears                     | 3:27  |
| 11. | Comeback                              | 2:00  |
| 12. | Welcome 2 the Dawn (Acoustic Version) | 3:18  |

### Kamasutra
- Prince : instruments.
- Clare Fischer et son orchestre : instruments à cordes.
- Eric Leeds : saxophone, flûte.
- Brian Gallagher, Kathy Jenson : saxophone.
- Dave Jensen, Steve Strand : trompette.
- Michael B. Nelson : trombone.

| No | Titre                        | Note(s)                                    | Durée |
| -- | ---------------------------- | ------------------------------------------ | ----- |
| 1. | The Plan                     | Version écourtée sur l'album Emancipation. | 2:03  |
| 2. | Kamasutra                    |                                            | 11:49 |
| 3. | At Last… "The Lost Is Found" |                                            | 3:37  |
| 4. | The Ever Changing Light      |                                            | 2:59  |
| 5. | Cutz                         |                                            | 3:03  |

| No  | Titre                       | Note(s) | Durée |
| --- | --------------------------- | ------- | ----- |
| 6.  | Serotonin                   |         | 0:47  |
| 7.  | Promise / Broken            |         | 3:46  |
| 8.  | Barcelona                   |         | 2:16  |
| 9.  | Kamasutra / Overture #8     |         | 3:11  |
| 10. | Coincidence Or Fate?        |         | 3:24  |
| 11. | Kamasutra / Eternal Embrace |         | 4:02  |